# NGC 1594
NGC 1594 este o galaxie spirală situată în constelația Eridanul. A fost descoperită în 22 octombrie 1886 de către Lewis A. Swift. Se află la o distanță de 79,07 de megaparseci de Pământ.